# William Fichtner
William Edward Fichtner (Long Island, 27 de noviembre de 1956) es un actor estadounidense.
Ha trabajado en numerosas películas y series de televisión.
Es conocido por sus papeles como
el astronauta William Sharp en Armageddon (1998),
David "Sully" Sullivan en La tormenta perfecta (2000),
Alexander Mahone en la serie Prison Break (2005-2009, 2017),
el Contable en Drive Angry (2011),
Butch Cavendish en El llanero solitario (2013), y
Adam Janikowski en la serie Mom (2013-2021).
También interpretó a
Ken Rosenberg en los videojuegos Grand Theft Auto: Vice City y Grand Theft Auto: San Andreas, entre otros.

## Primeros años
Fichtner es hijo de Patricia A. Steitz y William E. Fichtner. Nació en la base Mitchel de la Fuerza Aérea en las afueras de la ciudad de East Meadow, en la isla de Long Island, a 47 km al este del centro de la ciudad de Nueva York (2:06 por autopistas y avenidas), pero dentro de la conurbación de Nueva York.
Fue criado en Cheektowaga, un suburbio de la ciudad de Búfalo, a 612 km al noroeste de la ciudad de Nueva York.
Es de ascendencia alemana.
Fichtner se graduó en 1974 en la Maryvale High School (en Búfalo). Después de graduarse en la universidad Farmingdale State College en 1976 con un título técnico en Justicia Penal, asistió a la universidad SUNY (State University of New York: Universidad Estatal del estado de Nueva York) en Brockport (a 85 km al este de Cheektowaga), donde en 1978 consiguió un Bachelor of Arts en Justicia Penal.
Fichtner decidió estudiar en la American Academy of Dramatic Arts de la ciudad de Nueva York. Sobre su decisión de estudiar actuación, Fichtner le da el crédito al consejero estudiantil del Farmingdale State College, Don Harvey. Harvey, quien se volvió su amigo cercano, llevó a Fichtner a su primer show del circuito de teatros de Broadway.
En 2008, Fichtner fue distinguido con un Doctorado Honorario en Letras en el Farmingdale State College.

## Carrera

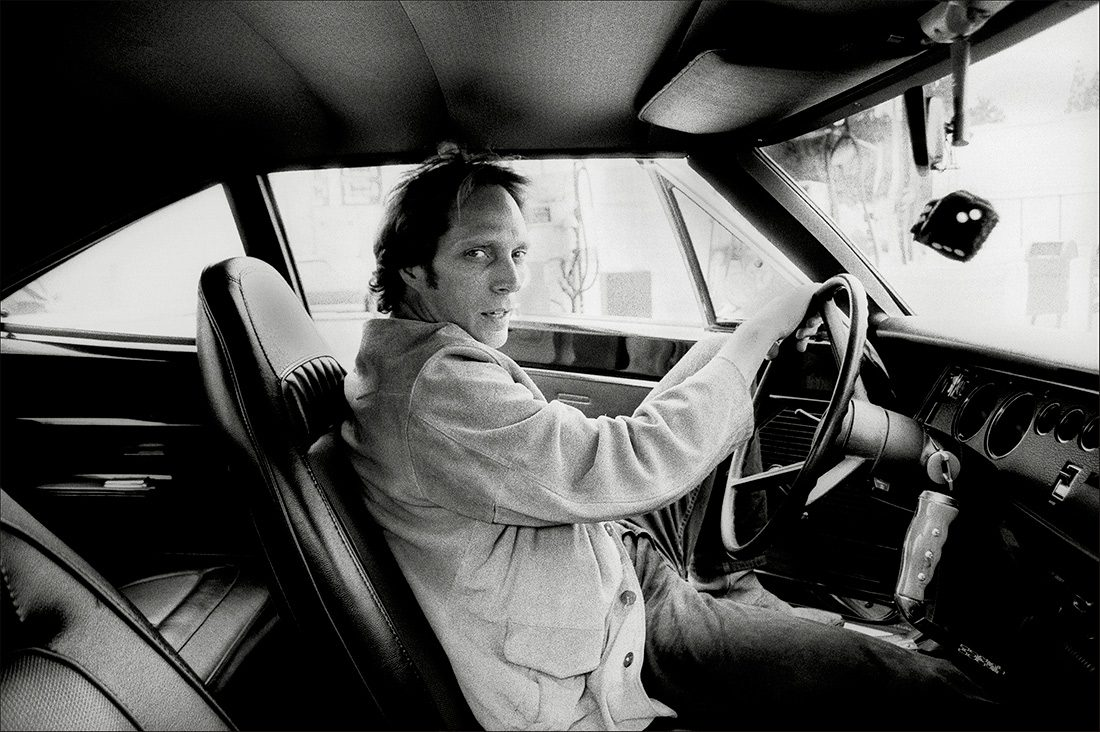
William Fichtner en 2003.

Fichtner empezó su carrera como actor con el papel de Josh Snyder en la telenovela As the world turns en 1987.
Entre sus créditos en el cine están Contact,
Heat,
Armageddon,
Viviendo sin límites,
Equilibrium,
Black Hawk Down,
La tormenta perfecta,
The Longest Yard,
Crash,
Ultraviolet y
The Dark Knight.
La mayoría de sus roles fueron como actor de reparto; uno de sus papeles como protagonista fue en Passion of Mind,
junto a Demi Moore y Stellan Skarsgård.
Por su papel en Crash ganó el Premio del Sindicato de Actores al mejor reparto.
Acreditado como Bill Fichtner, prestó su voz al personaje Ken Rosenberg en los populares videojuegos Grand Theft Auto: Vice City y Grand Theft Auto: San Andreas.
Entre 2005 y 2006, Fichtner protagonizó la serie dramática de ciencia ficción Invasion, interpretando al comisario Tom Underlay. Después de que se canceló Invasion, Fichtner interpretó al agente Alexander Mahone en la segunda, tercera y cuarta temporada de Prison Break, entre 2006 y 2009.
Además fue invitado a un episodio de The West Wing, titulado «The supremes», en el papel de Christopher Mulready, un brillante y conservador juez nominado a la Suprema Corte.
Fichtner también tuvo un pequeño papel como el mánager del Banco Nacional de Gotham en la película The Dark Knight, y como Jurgen en Equilibrium; ambas protagonizadas por Christian Bale.
En 2013 participó de la película The Lone Ranger (El Llanero Solitario), una película wéstern de acción dirigida por Gore Verbinski. Distribuida por Walt Disney Pictures, está basada en la serie televisiva del mismo nombre ambientada en el Viejo Oeste estadounidense. William Fichtner interpreta al villano de la cinta. Luego de esta película, interpretó al detective Carl Hickman en la serie televisiva Crossing Lines.

## Filmografía

### Cine y televisión
| Año       | Título                              | Personaje                                   | Notas                                                                                          |
| --------- | ----------------------------------- | ------------------------------------------- | ---------------------------------------------------------------------------------------------- |
| 1987–1994 | As the world turns                  | Josh Snyder                                 | serie de televisión                                                                            |
| 1989      | Baywatch                            | Howard Ganza                                | serie de televisión; 1 episodio                                                                |
| 1992      | Malcolm X                           | agente de policía en la comisaría de Harlem |                                                                                                |
| 1994      | Quiz Show: El dilema                | stage manager                               |                                                                                                |
| 1994–1995 | Grace Under Fire                    | Ryan                                        | serie de televisión; 8 episodios                                                               |
| 1995      | Virtuosity                          | Wallace                                     |                                                                                                |
| 1995      | Reckless                            | padre de Rachel                             |                                                                                                |
| 1995      | Días extraños                       | Dwayne Engelman                             |                                                                                                |
| 1995      | Heat                                | Roger Van Zant                              |                                                                                                |
| 1995      | High Lonesome                       | comisario                                   |                                                                                                |
| 1995      | Underneath                          | Tommy Dundee                                |                                                                                                |
| 1996      | Albino Alligator                    | Law                                         |                                                                                                |
| 1997      | Contact                             | Kent                                        |                                                                                                |
| 1997      | Switchback                          | jefe Jack McGinnis                          |                                                                                                |
| 1998      | Armageddon                          | coronel y astronauta William Sharp          |                                                                                                |
| 1999      | Viviendo sin límites                | Burke                                       |                                                                                                |
| 1999      | The Settlement                      | Jerry                                       |                                                                                                |
| 2000      | La tormenta perfecta                | David Sully Sullivan                        |                                                                                                |
| 2000      | Drowning Mona                       | Phil Dearly                                 |                                                                                                |
| 2000      | Passion of Mind                     | Aaron                                       |                                                                                                |
| 2000      | Endsville                           | Prince Victor                               |                                                                                                |
| 2001      | Pearl Harbor                        | padre de Danny                              |                                                                                                |
| 2001      | Black Hawk Down                     | sargento Jeff Sanderson                     |                                                                                                |
| 2001      | What's the Worst That Could Happen? | detective Álex Tardío                       |                                                                                                |
| 2002      | MDs                                 | Bruce Kellerman                             | serie de televisión; 10 episodios                                                              |
| 2002      | Julie Walking Home                  | Henry                                       |                                                                                                |
| 2002      | Grand Theft Auto: Vice City         | Ken Rosenberg                               | videojuego; voz (acreditado como Bill Fichtner)                                                |
| 2002      | Equilibrium                         | Jürgen                                      |                                                                                                |
| 2004      | Crash                               | Flanagan                                    |                                                                                                |
| 2004      | The West Wing                       | Juez Christopher Mulready                   | serie de televisión; 1 episodio                                                                |
| 2004      | Grand Theft Auto: San Andreas       | Ken Rosenberg                               | videojuego; voz (acreditado como Bill Fichtner)                                                |
| 2005–2006 | Invasion                            | Tom Underlay                                | serie de televisión; 22 episodios                                                              |
| 2005      | The Moguls                          | Otis                                        |                                                                                                |
| 2005      | Nine Lives                          | Andrew                                      |                                                                                                |
| 2005      | The Chumscrubber                    | Dr. Bill Stifle                             |                                                                                                |
| 2005      | Empire Falls                        | Jimmy Minty                                 |                                                                                                |
| 2005      | The Longest Yard                    | capitán Knauer                              |                                                                                                |
| 2005      | Sr. y Sra. Smith                    | Dr. Wexler, terapeuta matrimonial           | voz (sin acreditar)                                                                            |
| 2006      | Ultraviolet                         | Garth                                       |                                                                                                |
| 2006–2009 | Prison Break                        | Alexander Mahone                            | serie de televisión; 59 episodios                                                              |
| 2007      | Blades of Glory                     | Darren MacElroy                             |                                                                                                |
| 2007      | First Snow                          | Ed                                          |                                                                                                |
| 2008      | The Dark Knight                     | gerente del Banco de Ciudad Gótica          |                                                                                                |
| 2008      | Turok                               | Logan                                       | videojuego; voz                                                                                |
| 2009      | Starz Inside: Unforgettably Evil    | él mismo                                    | película para televisión                                                                       |
| 2009–2011 | Entourage                           | Phil Yagoda                                 | serie de televisión; 8 episodios                                                               |
| 2010      | Forehead Tittaes                    | Boss                                        |                                                                                                |
| 2010      | Date Night                          | fiscal Frank Crenshaw                       |                                                                                                |
| 2011      | The Big Bang (La partícula de Dios) | detective Poley                             |                                                                                                |
| 2011      | Drive Angry (Furia ciega)           | Contador                                    |                                                                                                |
| 2011      | Call of Duty: Modern Warfare 3      | sargento primero Sandman                    | videojuego; voz                                                                                |
| 2012      | Wrong                               | maestro Chang                               |                                                                                                |
| 2013      | Elysium                             | John Carlyle                                |                                                                                                |
| 2013      | El llanero solitario                | Butch Cavendish                             |                                                                                                |
| 2013      | Phantom                             | primer oficial Álex Kozlov                  |                                                                                                |
| 2013-2014 | Crossing Lines                      | detective Carl Hickman                      | serie de televisión; 22 episodios                                                              |
| 2014      | Tortugas Ninja                      | Eric Sacks                                  |                                                                                                |
| 2016      | Independence Day: Resurgence        | general Adams                               |                                                                                                |
| 2016      | The Shooter                         | sargento mayor Rathford O’Brien             | serie de televisión; 1 episodio (T1 E6)                                                        |
| 2016–2021 | Mom                                 | Adam Janikowski                             | serie de televisión; personaje recurrente en la temporada 3; protagonista desde la temporada 4 |
| 2018      | Armed                               | Richard                                     |                                                                                                |
| 2018      | The Neighbor                        |                                             |                                                                                                |
| 2018      | 12 Strong                           | coronel Mulholland                          |                                                                                                |
| 2018      | Cold Brook                          | Ted Markham                                 |                                                                                                |
| 2018      | All the Devil's Men                 | Brennan                                     |                                                                                                |
| 2019      | Finding Steve McQueen               | Mark Steven Johnson                         |                                                                                                |
| 2023      | Hypnotic                            | TBA                                         |                                                                                                |